# Gilles Manceron
Pour les articles homonymes, voir Manceron.
Gilles Manceron, né en 1946, est un historien français spécialiste de l'idéologie coloniale française.

## Biographie
Né en 1946, Gilles Manceron est le neveu des écrivains Geneviève et Claude Manceron, ainsi que l'arrière-petit-neveu du vice-amiral Henri-Louis Manceron. Il enseigne l'histoire-géographie dans le secondaire en région parisienne. Au début des années 1990, il choisit d'aborder, par un regard croisé « d'une rive à l'autre » avec son collègue algérien Hassan Remaoun, l'histoire de la guerre d'Algérie à travers la question de l'enseignement de cette période, toujours confronté aux multiples mémoires des hommes et des groupes liés à ces événements.
Politiquement engagé à gauche (il est notamment rédacteur en chef de la revue de la Ligue des droits de l'homme, Hommes et Libertés, dans les années 2000), il affirme qu'il faut « affronter le passé colonial ». Dans son livre Marianne et les colonies, il interroge ainsi les ambiguïtés entre les valeurs affichées par la République (Liberté, Égalité, Fraternité) et l'ambition impériale de la France du XVIIIe au XXe siècle.
Il fait partie du Comité de vigilance face aux usages publics de l'histoire.

## Publications
- Algérie. Comprendre la crise, Éditions Complexe, coll. « Interventions », 1996, 232 p. [aperçu en ligne] Sous sa direction.
- L'Enseignement de la guerre d'Algérie en France et en Algérie, avec Hassan Remaoun, Centre national de documentation pédagogique, coll. « Actes et rapports pour l'éducation », 1993.
- D'une rive à l'autre,avec Hassan Remaoun, Syros, 1996.
- Le Paris noir, avec Pascal Blanchard et Éric Deroo, Éditions Hazan, 2001, 240 p.
- Marianne et les colonies. Une introduction à l'histoire coloniale de la France, La Découverte, 2002, 318 p.
- Paris arabe, avec Pascal Blanchard, Éric Deroo, Driss el-Yazami et Pierre Fournié, La Découverte, 2003, 248 p.
- « École, pédagogie et colonies », dans Pascal Blanchard et Sandrine Lemoine (dir.), Culture coloniale 1871-1931, Éditions Autrement, 2003, p. 93-103.
- La Colonisation, la Loi et l'Histoire, avec Claude Liauzu, Syllepse, 2006
- 1885 : Le Tournant colonial de la République. Jules Ferry contre Georges Clemenceau, et autres affrontements parlementaires sur la conquête coloniale (édition de textes), La Découverte, 2007.
- Les Harkis dans la colonisation et ses suites, avec Fatima Besnaci-Lancou (dir.), Éditions de l'Atelier, 2008, 225 p.
- Être Dreyfusard hier et aujourd'hui, avec Emmanuel Naquet, Presses universitaires de Rennes, 2009.
- « Sur quelles bases aborder le débat sur la loi, la mémoire et l'histoire ? », dans À quoi servent les sciences humaines ?, Tracés Hors-série, ENS Éditions, 2009, p. 29-41.
- « L'étrange application de la loi de 1905 dans les colonies », p. 101-107, dans Religion et colonisation Afrique - Asie - Océanie - Amériques XVIe – XXe siècle, (dir.) Dominique Borne et Benoît Falaize, Éditions de l'Atelier, Paris, 2009, 335 p.  (ISBN 978-2-7082-4032-2)
- Les Harkis, Histoire, mémoire et transmission, avec Fatima Besnaci-Lancou, et Benoit Falaize  (dir.), Éditions de l'Atelier, septembre 2010.  (ISBN 9782708241176).
- « La Triple Occultation d’un massacre », dans Marcel et Paulette Péju, Le 17 octobre des Algériens (Texte de 1962), La Découverte, 2011,  (ISBN 9782707171177)
- Segalen, Lattès, 1991, 595 p.  (ISBN 2-7096-1062-0)
- "Antisémitisme, antisionisme et droits des Palestiniens" dans Martine Boudet (dir.), Urgence antiraciste -Pour une démocratie inclusive-, Le Croquant, 2017. Préface d'Aminata Traoré, p. 129-143.